# Василије Васиљевић
Василије Васиљевић (Земун, 29. октобар 1792 — Земун, 14. март 1879) био је српски добротвор, трговац и публициста. Био је један од поштовалаца Вука Караџића и његове језичке реформе, као и његов помагач и покровитељ.

## Биографија и каријера
Родио се у сиромашној породици, али је својим радом и трудом у области трговине успео да стекне значајан иметак и у последњим годинама свог живота буде један од имућнијих људи у Земуну. Био је дуго година и школски надзорник у Земуну, а бавио се и књижевношћу. Тако је написао приповетку Чудновати догађаји Карла II краља Енглеске и Војводкиња Церфандчка и то новим правописом.
Био је у преписци са многим знаменитим Србима свога доба, а 1848. године био је један од првака народног покрета у Земуну. Послат је и у Беч, а ушао је и у народни одбор. Био је у Темишвару када се договарало о организацији српске Војводине и водио је у Београду контролу над издавањем народних банака. И поред свих других активности никада није престајао да се бави трговином.
Године 1866. донирао је доста средстава за објављивање листа Застава. У Земуну је био један од оснивача штедионице земунске 1868. године, а дуго година је био и њен председник. Оставио је доста новца за оснивање фонда на његово име, а којим ће управљати српска црквена општина.

## Пријатељство са Вуком
Идеје Вука Стефановића Караџића изазивале су најразноврсније коментаре, како похвале, тако и отпор. Василије Васиљевић био је један од присталица Вуковог рада и идеје да се пише народним језиком и да се народне песме узму као пример тог народног језика. Вук га је изузетно ценио и често бораво у његовој кући и дописивао се са њим. Василије је и новчано помагао Вуку, који се неретко налазио у финансијским проблемима.
Ревносно је прикупљао претплате на Вукова дела, а често је и сам донирао велике износе. Такође, био је један од пропагатора за слово ј које ће Вук унети у азбуку.